# Natalia Linares
Natalia Linares, född 3 januari 2003, är en colombiansk friidrottare som tävlar i längdhopp.

## Karriär
Linares tog guld i längdhopp vid de Panamerikanska spelen 2023.